# Koněspřežná dráha České Budějovice – Linec – Gmunden

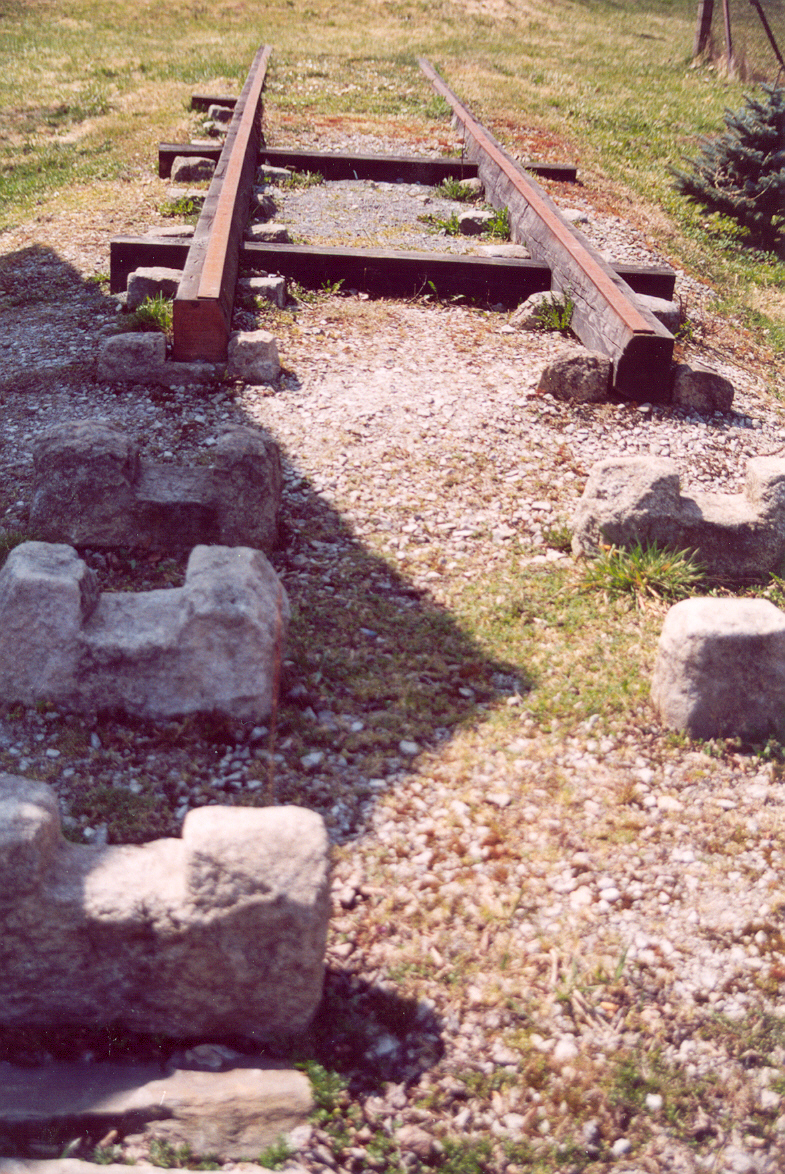
Část trati Linecko-budějovické dráhy s kolejnicemi tvořenými železnými pásy na trámech. Upevněny byly v kamenných stoličkách.

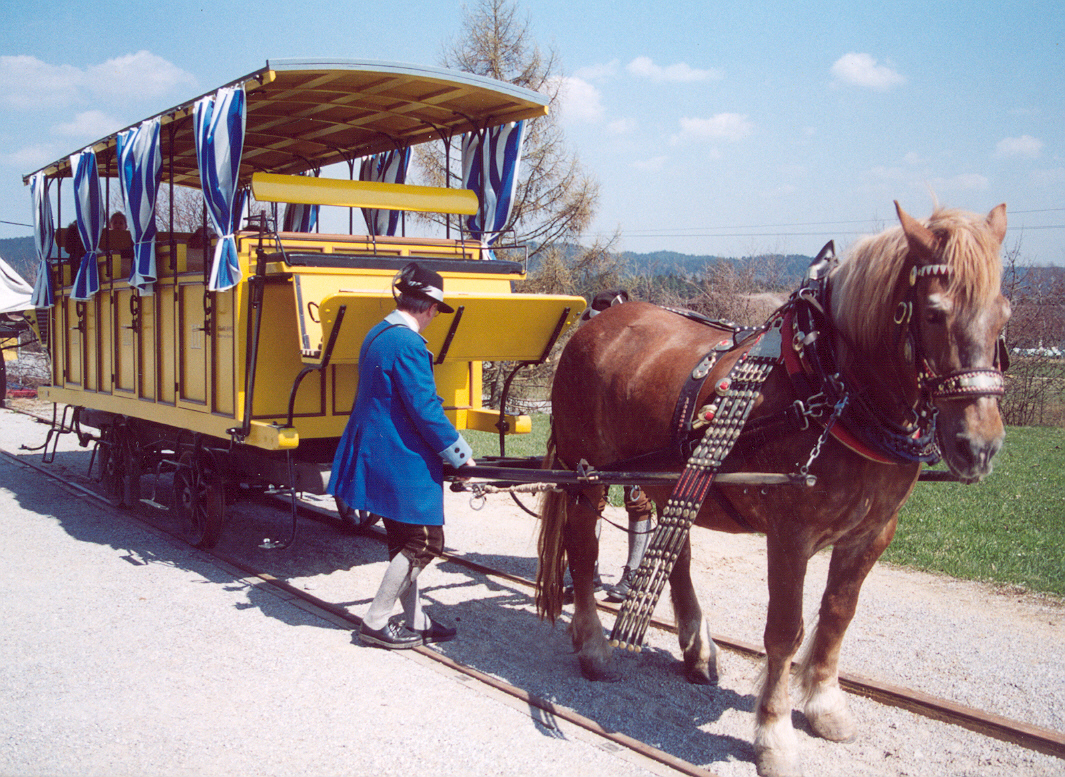
Rekonstruovaný vůz Linecko-Budějovické dráhy na obnoveném několikasetmetrovém úseku v Rakousku

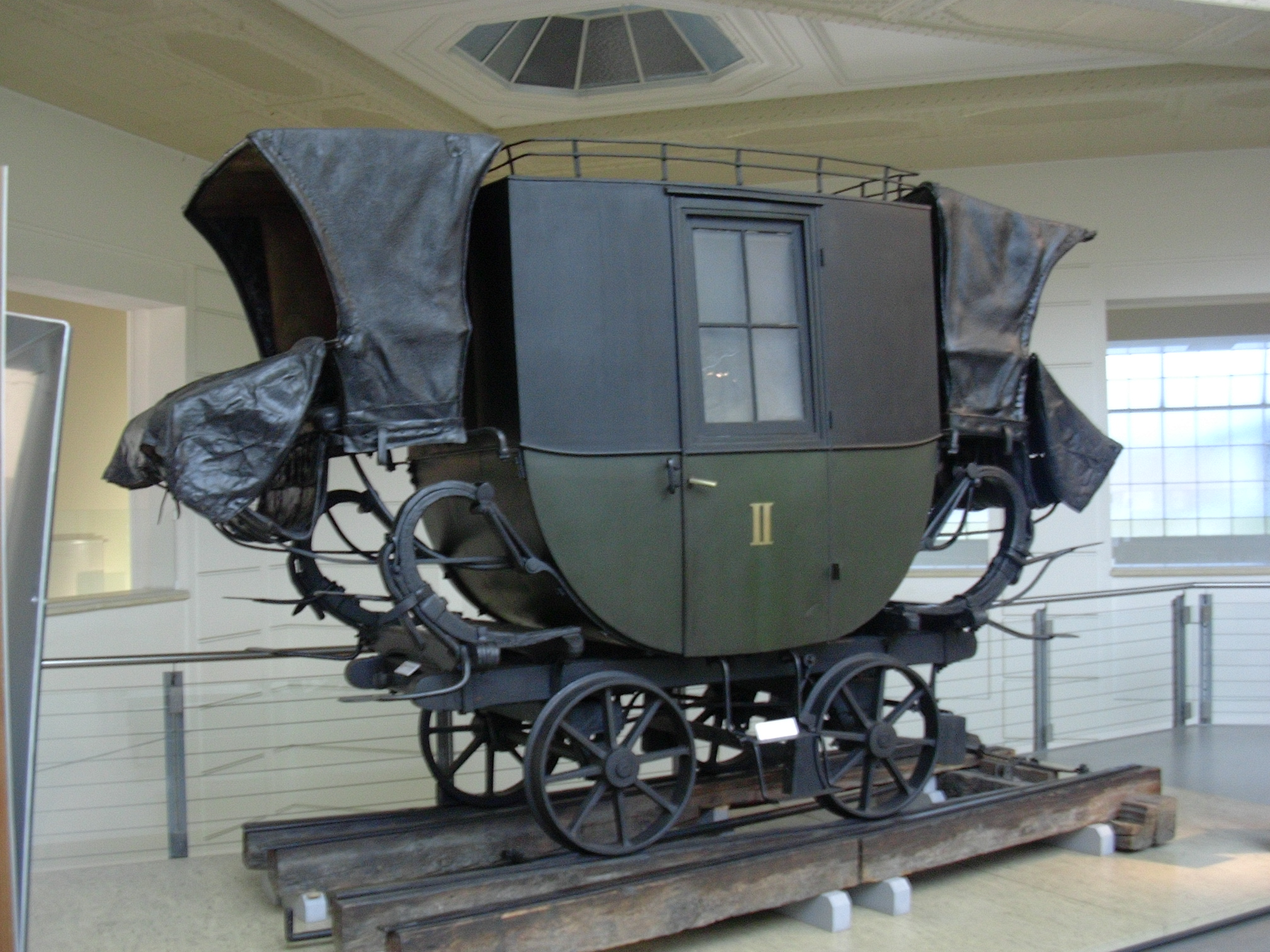
Hannibal – vůz linecko-budějovické koněspřežné dráhy

Koněspřežná dráha České Budějovice – Linec – Gmunden byla první veřejná koněspřežná železnice v Rakousku-Uhersku a pravděpodobně druhá na evropském kontinentu; byla postupně uvedena do provozu v letech 1827–1836. Sloužila především nákladní dopravě soli z hornorakouské Solné komory (Salzkammergut) do Čech. V roce 1971 byl český úsek této bývalé koněspřežní železnice prohlášen za národní kulturní památku.

## Plány na spojení Vltavy a Dunaje
Plán na dopravní spojení řek Vltavy a Dunaje je doložen již z doby Karla IV., podrobně se jím však zabýval až Lothar Vogemonte začátkem 18. století. Vypracoval návrh s třemi různými trasami vodních kanálů, který se však neuskutečnil ani za tehdy vládnoucího Josefa I., ani za jeho nástupce Karla VI. Během 18. století se pak objevovaly ještě další návrhy (Albert ze Sterndahlu 1768, Walcher), uspěl však jen Josef Rosenauer se svým Schwarzenberským kanálem. Ten byl však používán jen pro plavení dřeva.
Otázku spojení Vltavy s Dunajem oživil úspěch Františkova plavebního kanálu mezi Dunajem a Tisou. Její stavitel Jan Jonas, rytíř z Freyenwalde, podnítil roku 1807 vznik České hydrotechnické privátní společnosti, která si za svého vědeckého ředitele zvolila Františka Josefa Gerstnera. Ten s pochozí komisí projel celé území, kudy měl vodní kanál vést. Na valném shromáždění členů společnosti pak 31. března 1808 navrhl, aby byla namísto vodního kanálu postavena železnice. Tento návrh byl společností jednomyslně přijat, ale z důvodu hospodářské stagnace v době napoleonských válek se společnost po roce rozpadla. František Josef Gerstner myšlenku dále rozpracoval v pojednání Královské české společnosti nauk z roku 1813, ale další pokrok přišel až v roce 1819, kdy se na Gerstnera obrátil hrabě Filip Stahl (Philipp von Stahl), vedoucí komerční dvorské kanceláře. Rakousko totiž ve stejném roce uzavřelo s dalšími devíti státy dohodu o svobodné labské plavbě, v jejímž textu se zavázalo spojit Labe a Dunaj vodním kanálem nebo železnicí.

## Stavba
Realizace projektu se ujal Gerstnerův syn František Antonín Gerstner, profesor na vídeňské polytechnice a přinejmenším stejně nadaný stavitel jako jeho otec. 7. září 1824 obdržel privilegium ke stavbě a provozu „železné silnice“ z Českých Budějovic do Lince na dobu padesát let. Toto privilegium postoupil Gerstner na jaře roku 1825 C.K. první privilegované železniční společnosti, která ho pověřila stavbou dráhy jako stavbyvedoucího. V létě 1825 byla zahájena stavba 64 km dlouhého úseku z Budějovic do Kerschbaumu (nedaleko hranic). Práce na stavbě pokračovala rychle a tak mohl být již v září 1827 zahájen zkušební provoz mezi Budějovicemi a Leopoldschlagem. O rok později, 30. září 1828 začal provoz veřejné (z počátku pouze nákladní) dopravy. Stavba se ale neočekávaně prodražila, a proto se muselo přistoupit k úspornějšímu řešení, což znamenalo obětovat původní návrh. To si F. A. Gerstner na svědomí nevzal a svou funkci přenechal Matyáši Schönererovi. Ten sice stavěl úsporněji, ale pro pozdější využití byla trať zejména kvůli příliš malým poloměrům oblouků nepoužitelná. Doprava mezi Českými Budějovicemi a Lincem byla (jako třetí na evropském kontinentu) zahájena 1. srpna 1832.
Podle pořadu Jaroslava Mareše Badatelé.net byl první úsek, České Budějovice – Rybník o délce 50 km, uveden do provozu 7. září 1827, což bylo dva měsíce a týden po železnici Saint-Étienne – Andrézieux, otevřené 30. června 1827, která je první veřejnou železnicí na evropském kontinentu. Českobudějovické koněspřežce je tedy toto evropské prvenství přisuzováno mylně.

## Provoz
Vozy vyjížděly z budějovického Pražského předměstí. Na 128,7 km dlouhé trati bylo 10 stanic, z nichž 6 bylo tzv. přepřahacích, v nichž se vyměňovaly koňské potahy. O stav trati se starali strážní v 52 strážních domcích, ke službě bylo připraveno kolem 800 koní, 762 nákladních a 69 osobních vozů. Náklady se solí nebo dřevem se zde převážely po celý rok. Zato osobní doprava mohla fungovat pouze v létě. Osobní vozy se podobaly dostavníkům s kapacitou od 6 do 24 míst ve dvou třídách. Cesta trvala 14 hodin. Vozy vyjížděly pravidelně v pět hodin ráno a křižovaly se u hornorakouského Kerschbaumu.

## Konstrukce svršku
Svršek se poněkud lišil od dnešního. Na pražcích, vzdálených 1 sáh (1,896 m) od sebe byly upevněny podélné trámy a na nich pak přikovány 3 metry dlouhé litinové kolejnice. Rozchod byl 1106 mm. Trámy byly uloženy v kamenných stoličkách tvaru U, které byly samostatné pro každou kolejnici.

## Přestavba
V době zahájení provozu koněspřežky už v Anglii a v Americe sklízela úspěchy parostrojní železnice a v následujících desetiletích tento nový fenomén zasáhl i zbytek světa. Společnost západní dráhy císařovny Alžběty, které dráha koňky na konci šedesátých let devatenáctého století patřila, se musela těmto okolnostem přizpůsobit a začala přestavovat koňskou dráhu na železniční trať o rozchodu 1435 mm pro provoz vlaků tažených parními lokomotivami. Přestavba probíhala od roku 1868 do zimy 1873. Osobní doprava na koněspřežce skončila 12. prosince 1872, a to jízdou v úseku Wartberg – Linec. Dne 20. prosince 1873 pak byl zahájen lokomotivní provoz na celé trati z Budějovic do Lince.

## Zachované objekty
Vzhledem k tomu, že skoro celá česká část železnice byla převzata pro parní provoz, nezachovalo se toho z původní dráhy příliš mnoho:
- České Budějovice – strážní domek koněspřežky v Mánesově ulici, kde sídlí stálá expozice Jihočeského muzea; v rámci národní kulturní památky pak ještě solní sklad (Česká 66), Nisslův dům a hostinec U Zelené ratolesti.
- Kamenný Újezd – bývalý strážní domek
- Holkov – staniční budova s koňskou stájí, v Holkově bývala první přepřahací stanice směrem od Českých Budějovic
- Velešín – kamenný klenutý můstek, přes nějž vede kolej, která je kopií původního železničního svršku z roku 1828
- Bujanov – bývalá staniční budova, dnes sídlo muzea koněspřežky
- Pšenice – strážní domek a zbytky drážního tělesa
- Dolní Dvořiště – opěrné zdi vysokého dřevěného mostu
- Rybník (původně železniční stanice s názvem Trojany, později stanice s názvem Certlov) v katastrálním území Trojany u Dolního Dvořiště – více než 10 m vysoký mostní pilíř a na něj navazující mohutný násep přecházející v terénní zářez vylámaný do skalnatého terénu, na náspu se nacházejí zbytky strážního domku a v blízkosti další dva téměř zcela dochované mosty střední velikosti.[8] V prostoru železniční stanice Rybník se nachází pomník z roku 1933 věnovaný F. A. Gerstnerovi.[9]